# Grand Prix Formule 1 van India 2013
De Grand Prix Formule 1 van India 2013 werd gehouden op 27 oktober 2013 op het Buddh International Circuit. Het was de zestiende race van het kampioenschap.

## Wedstrijdverslag

### Achtergrond

#### DRS-systeem
Voor het DRS-systeem worden er twee DRS-zones gebruikt. De eerste zone ligt op het rechte stuk van start-finish tussen bocht 16 en bocht 1, het detectiepunt voor deze zone bevindt zich vlak na bocht 15. De tweede zone ligt op het rechte stuk tussen bocht 3 en bocht 4, het detectiepunt voor deze zone bevindt zich vlak voor bocht 3. De DRS gaat alleen open als een coureur zich op het de detectiepunt binnen een seconde afstand van zijn voorganger bevindt.

### Kwalificatie
Sebastian Vettel behaalde voor Red Bull Racing zijn zevende pole position van het seizoen. Het Mercedes-duo Nico Rosberg en Lewis Hamilton kwalificeerde zich als tweede en derde. Vettels teamgenoot Mark Webber reed zijn snelste kwalificatieronde met harde banden, waar de meeste andere coureurs dit met zachte banden deden. Dit leverde hem een vierde tijd op, voor de Ferrari van Felipe Massa. Kimi Räikkönen eindigde voor Lotus als zesde in de kwalificatie met de Sauber van Nico Hülkenberg achter zich. Net als Webber hadden Massa's teamgenoot Fernando Alonso en het McLaren-duo Sergio Pérez en Jenson Button ook hun snelste kwalificatieronde met harde banden gereden, wat respectievelijk in een achtste, negende en tiende kwalificatieplaats resulteerde.

### Race
Sebastian Vettel won ook de race. Het was zijn tiende zege van het seizoen en zijn zesde op een rij. Door deze overwinning behaalde hij zijn vierde wereldtitel op een rij en bezorgde hij zijn team Red Bull Racing eveneens het vierde constructeurskampioenschap op een rij. Nico Rosberg eindigde op de tweede plaats, terwijl Lotus-coureur Romain Grosjean vanaf de zeventiende startplaats naar de derde positie reed. Felipe Massa eindigde op de vierde positie voor de sterk gefinishte Sergio Pérez. Lewis Hamilton eindigde op de zesde plek, waarmee hij Kimi Räikkönen achter zich hield. Het Force India-duo Paul di Resta en Adrian Sutil eindigde als achtste en negende, terwijl Toro Rosso-coureur Daniel Ricciardo het laatste punt behaalde.
Na afloop van de race vierde Vettel het behalen van zijn vierde wereldtitel door een aantal "donuts" te draaien op het rechte stuk voor de hoofdtribune. Vettel werd hiervoor bestraft en kreeg een reprimande van de stewards en een boete van 25.000 Euro voor het niet reglementair terugkeren naar de pits na afloop van de race.

## Vrije trainingen
- Er wordt enkel de top 5 weergegeven.

| Vrije training 1 | Pos | No | Coureur          | Constructeur            | Tijd     |
| ---------------- | --- | -- | ---------------- | ----------------------- | -------- |
| Vrije training 1 | 1   | 1  | Sebastian Vettel | Red Bull Racing-Renault | 1:26.683 |
| Vrije training 1 | 2   | 2  | Mark Webber      | Red Bull Racing-Renault | 1:26.871 |
| Vrije training 1 | 3   | 9  | Nico Rosberg     | Mercedes                | 1:26.899 |
| Vrije training 1 | 4   | 8  | Romain Grosjean  | Lotus-Renault           | 1:26.990 |
| Vrije training 1 | 5   | 10 | Lewis Hamilton   | Mercedes                | 1:27.227 |
| Vrije training 2 | Pos | No | Coureur          | Constructeur            | Tijd     |
| Vrije training 2 | 1   | 1  | Sebastian Vettel | Red Bull Racing-Renault | 1:25.722 |
| Vrije training 2 | 2   | 2  | Mark Webber      | Red Bull Racing-Renault | 1:26.011 |
| Vrije training 2 | 3   | 8  | Romain Grosjean  | Lotus-Renault           | 1:26.220 |
| Vrije training 2 | 4   | 10 | Lewis Hamilton   | Mercedes                | 1:26.399 |
| Vrije training 2 | 5   | 3  | Fernando Alonso  | Ferrari                 | 1:26.430 |
| Vrije training 3 | Pos | No | Coureur          | Constructeur            | Tijd     |
| Vrije training 3 | 1   | 1  | Sebastian Vettel | Red Bull Racing-Renault | 1:25.332 |
| Vrije training 3 | 2   | 2  | Mark Webber      | Red Bull Racing-Renault | 1:25.892 |
| Vrije training 3 | 3   | 3  | Fernando Alonso  | Ferrari                 | 1:26.105 |
| Vrije training 3 | 4   | 11 | Nico Hülkenberg  | Sauber-Ferrari          | 1:26.306 |
| Vrije training 3 | 5   | 8  | Romain Grosjean  | Lotus-Renault           | 1:26.350 |

Testcoureurs:

- James Calado (Force India-Mercedes; P18)

## Kwalificatie
| Pos                 | No | Coureur             | Constructeur            | Q1       | Q2       | Q3       | Grid |
| ------------------- | -- | ------------------- | ----------------------- | -------- | -------- | -------- | ---- |
| 1                   | 1  | Sebastian Vettel    | Red Bull Racing-Renault | 1:25.943 | 1:24.568 | 1:24.119 | 1    |
| 2                   | 9  | Nico Rosberg        | Mercedes                | 1:25.833 | 1:25.304 | 1:24.871 | 2    |
| 3                   | 10 | Lewis Hamilton      | Mercedes                | 1:25.802 | 1:25.259 | 1:24.941 | 3    |
| 4                   | 2  | Mark Webber         | Red Bull Racing-Renault | 1:25.665 | 1:25.097 | 1:25.047 | 4    |
| 5                   | 4  | Felipe Massa        | Ferrari                 | 1:25.793 | 1:25.389 | 1:25.201 | 5    |
| 6                   | 7  | Kimi Räikkönen      | Lotus-Renault           | 1:25.819 | 1:25.191 | 1:25.248 | 6    |
| 7                   | 11 | Nico Hülkenberg     | Sauber-Ferrari          | 1:25.883 | 1:25.339 | 1:25.334 | 7    |
| 8                   | 3  | Fernando Alonso     | Ferrari                 | 1:25.934 | 1:24.885 | 1:25.826 | 8    |
| 9                   | 6  | Sergio Pérez        | McLaren-Mercedes        | 1:26.107 | 1:25.365 | 1:26.153 | 9    |
| 10                  | 5  | Jenson Button       | McLaren-Mercedes        | 1:25.574 | 1:25.458 | 1:26.487 | 10   |
| 11                  | 19 | Daniel Ricciardo    | STR-Ferrari             | 1:25.673 | 1:25.519 |          | 11   |
| 12                  | 14 | Paul di Resta       | Force India-Mercedes    | 1:25.908 | 1:25.711 |          | 12   |
| 13                  | 15 | Adrian Sutil        | Force India-Mercedes    | 1:26.164 | 1:25.740 |          | 13   |
| 14                  | 18 | Jean-Éric Vergne    | STR-Ferrari             | 1:26.155 | 1:25.798 |          | 14   |
| 15                  | 17 | Valtteri Bottas     | Williams-Renault        | 1:26.178 | 1:26.134 |          | 15   |
| 16                  | 12 | Esteban Gutiérrez   | Sauber-Ferrari          | 1:26.057 | 1:26.336 |          | 16   |
| 17                  | 8  | Romain Grosjean     | Lotus-Renault           | 1:26.577 |          |          | 17   |
| 18                  | 16 | Pastor Maldonado    | Williams-Renault        | 1:26.842 |          |          | 18   |
| 19                  | 22 | Jules Bianchi       | Marussia-Cosworth       | 1:26.970 |          |          | 19   |
| 20                  | 21 | Giedo van der Garde | Caterham-Renault        | 1:27.105 |          |          | 20   |
| 21                  | 20 | Charles Pic         | Caterham-Renault        | 1:27.487 |          |          | 21   |
| 22                  | 23 | Max Chilton         | Marussia-Cosworth       | 1:28.138 |          |          | 22   |
| 107% tijd: 1:31.564 |    |                     |                         |          |          |          |      |

## Race
| Pos | No | Coureur             | Constructeur            | Rondes | Tijd/Oorzaak uitval | Grid | Punten |
| --- | -- | ------------------- | ----------------------- | ------ | ------------------- | ---- | ------ |
| 1   | 1  | Sebastian Vettel    | Red Bull Racing-Renault | 60     | 1:31:12.187         | 1    | 25     |
| 2   | 9  | Nico Rosberg        | Mercedes                | 60     | +29.823             | 2    | 18     |
| 3   | 8  | Romain Grosjean     | Lotus-Renault           | 60     | +39.892             | 17   | 15     |
| 4   | 4  | Felipe Massa        | Ferrari                 | 60     | +41.692             | 5    | 12     |
| 5   | 6  | Sergio Pérez        | McLaren-Mercedes        | 60     | +43.829             | 9    | 10     |
| 6   | 10 | Lewis Hamilton      | Mercedes                | 60     | +52.475             | 3    | 8      |
| 7   | 7  | Kimi Räikkönen      | Lotus-Renault           | 60     | +1:07.988           | 6    | 6      |
| 8   | 14 | Paul di Resta       | Force India-Mercedes    | 60     | +1:12.868           | 12   | 4      |
| 9   | 15 | Adrian Sutil        | Force India-Mercedes    | 60     | +1:14.734           | 13   | 2      |
| 10  | 19 | Daniel Ricciardo    | STR-Ferrari             | 60     | +1:16.237           | 11   | 1      |
| 11  | 3  | Fernando Alonso     | Ferrari                 | 60     | +1:18.297           | 8    |        |
| 12  | 16 | Pastor Maldonado    | Williams-Renault        | 60     | +1:18.951           | 18   |        |
| 13  | 18 | Jean-Éric Vergne    | STR-Ferrari             | 59     | +1 ronde            | 14   |        |
| 14  | 5  | Jenson Button       | McLaren-Mercedes        | 59     | +1 ronde            | 10   |        |
| 15  | 12 | Esteban Gutiérrez   | Sauber-Ferrari          | 59     | +1 ronde            | 16   |        |
| 16  | 17 | Valtteri Bottas     | Williams-Renault        | 59     | +1 ronde            | 15   |        |
| 17  | 23 | Max Chilton         | Marussia-Cosworth       | 58     | +2 ronden           | 22   |        |
| 18  | 22 | Jules Bianchi       | Marussia-Cosworth       | 58     | +2 ronden           | 19   |        |
| 19  | 11 | Nico Hülkenberg     | Sauber-Ferrari          | 54     | Mechanisch          | 7    |        |
| DNF | 2  | Mark Webber         | Red Bull Racing-Renault | 39     | Alternator          | 4    |        |
| DNF | 20 | Charles Pic         | Caterham-Renault        | 35     | Hydraulisch         | 21   |        |
| DNF | 21 | Giedo van der Garde | Caterham-Renault        | 1      | Schade aanrijding   | 20   |        |

## Standen na de Grand Prix

### Coureurs
| Positie | Nummer | Rijder           | Team                    | Punten |
| ------- | ------ | ---------------- | ----------------------- | ------ |
| 1       | 1      | Sebastian Vettel | Red Bull Racing-Renault | 322    |
| 2       | 3      | Fernando Alonso  | Ferrari                 | 207    |
| 3       | 7      | Kimi Räikkönen   | Lotus-Renault           | 183    |
| 4       | 10     | Lewis Hamilton   | Mercedes                | 169    |
| 5       | 2      | Mark Webber      | Red Bull Racing-Renault | 148    |

### Constructeurs
| Positie | Nummers | Team                    | Rijders                        | Punten |
| ------- | ------- | ----------------------- | ------------------------------ | ------ |
| 1       | 1 2     | Red Bull Racing-Renault | Sebastian Vettel Mark Webber   | 470    |
| 2       | 9 10    | Mercedes                | Nico Rosberg Lewis Hamilton    | 313    |
| 3       | 3 4     | Ferrari                 | Fernando Alonso Felipe Massa   | 309    |
| 4       | 7 8     | Lotus-Renault           | Kimi Räikkönen Romain Grosjean | 285    |
| 5       | 5 6     | McLaren-Mercedes        | Jenson Button Sergio Pérez     | 93     |

## Noot
- Dit was de tiende podiumplaats voor Nico Rosberg.
- Sebastian Vettel won de Grote Prijs van India voor de derde (opeenvolgende) keer.